# Hieracium carenorum
Hieracium carenorum là một loài thực vật có hoa trong họ Cúc. Loài này được Hanbury mô tả khoa học đầu tiên năm 1894.